# Lista över fornlämningar i Växjö kommun (Tegnaby)
Lista över fornlämningar i Växjö kommun (Tegnaby) är en förteckning av ett urval av de fornlämningar som finns i Tegnaby i Växjö kommun.
| Namn                          | Lämningstyp                 | Tillkomsttid | Historisk indelning | Plats | Läge                 | ID-nr          | Bild                                 |
| ----------------------------- | --------------------------- | ------------ | ------------------- | ----- | -------------------- | -------------- | ------------------------------------ |
| Skolhullsbacken (Tegnaby 2:1) | Gravfält                    |              | Tegnaby, Småland    |       | 56.814178, 14.910055 | 10075500020001 | Ladda upp en bild av detta fornminne |
| Knivarör (Tegnaby 5:1)        | Röse                        |              | Tegnaby, Småland    |       | 56.798855, 14.956458 | 10075500050001 | Ladda upp en bild av detta fornminne |
| Knivarör (Tegnaby 5:2)        | Grav markerad av sten/block |              | Tegnaby, Småland    |       | 56.798986, 14.956672 | 10075500050002 | Ladda upp en bild av detta fornminne |
| Knivarör (Tegnaby 5:3)        | Grav markerad av sten/block |              | Tegnaby, Småland    |       | 56.798834, 14.956975 | 10075500050003 | Ladda upp en bild av detta fornminne |
| Knivarör (Tegnaby 5:4)        | Stensättning                |              | Tegnaby, Småland    |       | 56.798740, 14.956747 | 10075500050004 | Ladda upp en bild av detta fornminne |
| Tegnaby 6:1                   | Stensättning                |              | Tegnaby, Småland    |       | 56.799604, 14.957789 | 10075500060001 | Ladda upp en bild av detta fornminne |
| Tegnaby 6:2                   | Stenkammargrav              |              | Tegnaby, Småland    |       | 56.799741, 14.957768 | 10075500060002 | Ladda upp en bild av detta fornminne |
| Tegnaby 10:1                  | Stenkammargrav              |              | Tegnaby, Småland    |       | 56.809827, 14.958366 | 10075500100001 | Ladda upp en bild av detta fornminne |
| Tegnaby 18:1                  | Röse                        |              | Tegnaby, Småland    |       | 56.795139, 14.879723 | 10075500180001 | Ladda upp en bild av detta fornminne |
| Tegnaby 23:1                  | Röse                        |              | Tegnaby, Småland    |       | 56.797089, 14.878019 | 10075500230001 | Ladda upp en bild av detta fornminne |
| Tegnaby 23:2                  | Stensättning                |              | Tegnaby, Småland    |       | 56.796995, 14.878160 | 10075500230002 | Ladda upp en bild av detta fornminne |
| Tegnaby 24:1                  | Gravfält                    |              | Tegnaby, Småland    |       | 56.808904, 14.881494 | 10075500240001 | Ladda upp en bild av detta fornminne |
| Tegnaby 25:1                  | Röse                        |              | Tegnaby, Småland    |       | 56.799350, 14.878376 | 10075500250001 | Ladda upp en bild av detta fornminne |
| Tegnaby 26:1                  | Röse                        |              | Tegnaby, Småland    |       | 56.801639, 14.878477 | 10075500260001 | Ladda upp en bild av detta fornminne |
| Tegnaby 28:1                  | Röse                        |              | Tegnaby, Småland    |       | 56.805961, 14.880787 | 10075500280001 | Ladda upp en bild av detta fornminne |
| Tegnaby 29:1                  | Grav markerad av sten/block |              | Tegnaby, Småland    |       | 56.808316, 14.881311 | 10075500290001 | Ladda upp en bild av detta fornminne |
| Tegnaby 31:1                  | Röse                        |              | Tegnaby, Småland    |       | 56.803867, 14.878069 | 10075500310001 | Ladda upp en bild av detta fornminne |
| Tegnaby 32:1                  | Röse                        |              | Tegnaby, Småland    |       | 56.805168, 14.880765 | 10075500320001 | Ladda upp en bild av detta fornminne |
| Tegnaby 33:1                  | Stenkammargrav              |              | Tegnaby, Småland    |       | 56.812491, 14.899280 | 10075500330001 | Ladda upp en bild av detta fornminne |
| Tegnaby 36:1                  | Stenkammargrav              |              | Tegnaby, Småland    |       | 56.825752, 14.899550 | 10075500360001 | Ladda upp en bild av detta fornminne |
| Tegnaby 36:2                  | Röse                        |              | Tegnaby, Småland    |       | 56.825672, 14.899304 | 10075500360002 | Ladda upp en bild av detta fornminne |
| Tegnaby 36:3                  | Röse                        |              | Tegnaby, Småland    |       | 56.825579, 14.899066 | 10075500360003 | Ladda upp en bild av detta fornminne |
| Tegnaby 37:1                  | Röse                        |              | Tegnaby, Småland    |       | 56.836963, 14.910464 | 10075500370001 | Ladda upp en bild av detta fornminne |
| Tegnaby 39:1                  | Stenkammargrav              |              | Tegnaby, Småland    |       | 56.836059, 14.910809 | 10075500390001 | Ladda upp en bild av detta fornminne |
| Tegnaby 56:1                  | Röse                        |              | Tegnaby, Småland    |       | 56.800027, 14.957998 | 10075500560001 | Ladda upp en bild av detta fornminne |
| Tegnaby 61:1                  | Röse                        |              | Tegnaby, Småland    |       | 56.795301, 14.940301 | 10075500610001 | Ladda upp en bild av detta fornminne |
| Tegnaby 72:1                  | Röse                        |              | Tegnaby, Småland    |       | 56.808155, 14.859797 | 10075500720001 | Ladda upp en bild av detta fornminne |
| Tegnaby 81:1                  | Stensättning                |              | Tegnaby, Småland    |       | 56.841620, 14.895458 | 10075500810001 | Ladda upp en bild av detta fornminne |
| Tegnaby 83:1                  | Röse                        |              | Tegnaby, Småland    |       | 56.841382, 14.889497 | 10075500830001 | Ladda upp en bild av detta fornminne |
| Tegnaby 84:1                  | Stenkammargrav              |              | Tegnaby, Småland    |       | 56.845449, 14.898973 | 10075500840001 | Ladda upp en bild av detta fornminne |
| Tegnaby 229                   | Stenkammargrav              |              | Tegnaby, Småland    |       | 56.829381, 14.914298 | 12000000067810 | Ladda upp en bild av detta fornminne |